# Gruvleflesa
Gruvleflesa är en kulle i Antarktis. Den ligger i Östantarktis. Norge gör anspråk på området. Toppen på Gruvleflesa är 1 490 meter över havet, eller 212 meter över den omgivande terrängen. Bredden vid basen är 4,2 km.
Terrängen runt Gruvleflesa är kuperad söderut, men norrut är den platt. Trakten är obefolkad. Det finns inga samhällen i närheten. 